# Augustyn z Canterbury
Augustyn z Canterbury, cs. Swiatitiel Awgustin, jepiskop Kantenberskij (ur. ?, zm. 26 maja 604 lub 605) – pierwszy arcybiskup Canterbury, nazywany apostołem Anglii, święty Kościoła katolickiego, anglikańskiego i prawosławnego.

## Życiorys
Augustyn był przeorem klasztoru w Rzymie, gdy papież Grzegorz Wielki wybrał go w 595 r., by poprowadził misję, zwykle zwaną misją gregoriańską, do Wielkiej Brytanii, by chrystianizować króla Ethelberta I i jego królestwo Kentu z anglosaskiego pogaństwa. Kent został prawdopodobnie wybrany, ponieważ Ethelbert poślubił księżniczkę chrześcijańską, która miała wywierać pewien wpływ na jej męża. Zanim dotarli do Kentu, misjonarze zastanawiali się, czy nie zawrócić, ale papież namawiał ich w 597 roku by kontynuowali podróż. 

## Misja

### Misja w 596
Pierwsza próba zakończyła się niepowodzeniem, misjonarze zawrócili w połowie drogi, zniechęceni przeciwnościami losu. Można spodziewać się, że te przeciwności to w dużej mierze niezrozumienie kościoła galijskiego dla nowo powstałej doktryny misyjnej. Dlatego przygotowując następną wyprawę, papież Grzegorz I wyposażył Augustyna w list polecający do opatów i biskupów galijskich, a także do małoletnich królów frankijskich Teodoryka II Burgundzkiego i Teudeberta II Austrazyjskiego oraz regentki i babki obu królów, królowej Brunhildy. Podniósł także Augustyna do godności opata.
W 596 roku otrzymał sakrę biskupią z rąk biskupa Wirgiliusza z Arles.
Misja wyruszyła – zimą 596/597 zatrzymała się u króla Franków. W listach polecających papież polecił zabierać ze sobą duchownych z ziem galijskich w czasie podróży. Ci pomocnicy, według Grzegorza, byli lepiej zorientowani w sytuacji panującej w Anglii i obyczajach tamtejszej ludności. Mogli zatem stać się mediatorami w misji Augustyna. Wiosną 597 roku misjonarze wylądowali w Anglii na ziemi króla Kentu (wyspa Thanet). Powodem wyboru tego miejsca był fakt, iż król Kentu Ethelbert był mężem księżniczki merowińskiej Berty (córki króla Paryża – Chariberta I). W zawartej umowie ślubnej miała ona prawo swobodnego wyznania swojego kultu na ziemi Anglów. Razem z królową był tam biskup frankijski, który wzniósł kościół koło Canterbury. Zatem ludność i dwór Kentu mieli dość dużo okazji do usłyszenia i poznania wiary królowej. Był to czynnik, który mógł ułatwić pomyślne zakończenie misji papieskiej. Władca Kentu był ostrożny, wiedział jakie korzyści może przynieść mu chrześcijaństwo, ale zdawał sobie również sprawę z tego, jak głęboko zakorzenione jest pogaństwo wśród ludu. Dyskusyjna pozostaje kwestia czy w momencie przybycia Augustyna, Ethelbert był już ochrzczony czy nie. List wysłany do Berty przez Grzegorza Wielkiego jest tak lakoniczny, że na jego podstawie można udowodnić obie tezy. Pomimo swojej ostrożności, król był misjonarzom przychylny, dostali oni zezwolenie na osiedlenie się w pobliżu Canterbury, korzystali z kościoła pod wezwaniem św. Marcina. Otrzymali również zgodę na odbudowę starego rzymskiego kościoła w samym Canterbury – kościół ten stanowił początek Katedry w Canterbury. Ponadto Augustyn założył kościół parafialny św. Marcina i klasztor śś. Piotra i Pawła Apostołów, ukończony dopiero po jego śmierci.

### Misja w 601
W 601 roku Augustyn wysłał raport do papieża z przebiegu misji oraz poprosił go o pomoc. W wyniku tego Grzegorz wysłał nową misję, członkiem której był m.in. św. Mellit, która przywiozła sprzęt liturgiczny, księgi święte, paliusz dla Augustyna oraz list, w którym papież przedstawił swoją wizje organizacji Kościoła angielskiego. Nawiązywał on do organizacji kościelnej z czasów rzymskich i przewidywał założenie 12 biskupstw, które miały być podporządkowane 2 metropoliom. Południowej z siedzibą w Londynie z Augustynem na czele oraz północnej z siedzibą w Yorku – którego metropolita miał być podporządkowany Augustynowi do jego śmierci, a następnie miał być zupełnie niezależny. Miało to zapobiec uzyskaniu przez biskupów silnej władzy nad kościołem w Anglii, co mogło spowodować, że papież straciłby kierownictwo nad tą częścią kościoła. Jednak plan ten był nie do końca doskonały, przewidywał stworzenie organizacji kościelnej w oparciu o dawną organizacje rzymską. Tymczasem na ziemiach brytyjskich zaszły ogromne zmiany administracyjne. Jak też się okazało plany Grzegorza były ustalone na wyrost, spodziewał się on szybkiej misji chrystianizacyjnej. Jednak napotkano liczne opory ludności wiejskiej, która była wychowana w tradycji pogańskiej i nie miała ochoty z tą tradycją skończyć. Dlatego też w 601 roku papież stworzył doktrynę, według której należy zerwać z nawracaniem siłą i niszczeniem świątyń pogan. Aby ułatwić poganom przejście z ich wiary na wyznanie chrystusowe należy do ich świątyń po uprzednim pokropieniu ich wodą święconą wstawiać ołtarze chrześcijańskie. Nie wolno od razu nakazać im odciąć się od wszystkiego w co wierzyli, bo spowoduje to zator z ich strony. Jeśli miejscowa ludność składała w jakieś określone dni ofiary swoim bogom, to należy im w te dni zorganizować jakieś inne święto, np. ku czci jakiegoś świętego męczennika. Jak mówił św. Grzegorz Jest rzeczą niemożliwą pozbawić umysły surowe wszystkiego od razu; ten bowiem, kto usiłuje wspiąć się na szczyt, wznosi się po stopniach krokami, nie skokami.

### Brytowie w misji

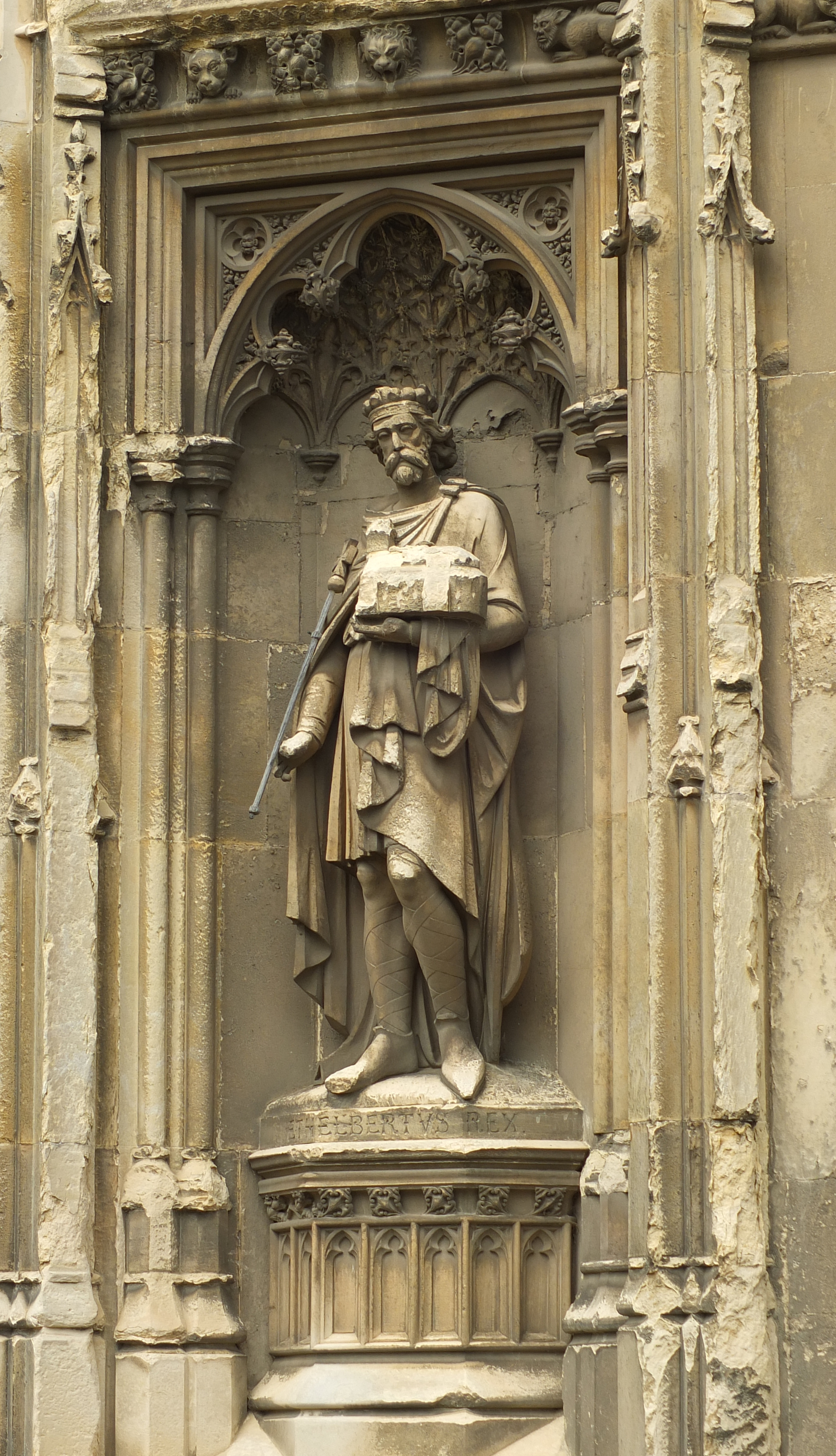
Rzeźba św. Augustyna w Katedrze świętych Piotra, Pawła i Augustyna w Canterbury

Augustyn w swej misji miał nieprzyjemnie spotkanie z Brytami – rdzennymi mieszkańcy tych ziem, którzy wyznawali chrześcijaństwo od wieków, jednak uległa ta wiara lekkim wypaczeniom. W innym terminie odbywała się u nich Wielkanoc, występowały różnice w obrządku chrztu. Augustyn według tradycji spotkał się z Brytami 2 razy i próbował ich przekonać do zmiany praktyk oraz pomóc w chrystianizacji Anglo-Sasów. Pierwszy raz miało to miejsce na pograniczu Wesseksu, w miejscu obecnego Bristolu. Augustyn próbował przekonać kapłanów brytyjskich do podjęcia wspólnej misji, jednak wcześniej musieli oni zerwać ze swoimi praktykami i przyjąć obrządek rzymski. Na to jednak nie chcieli się zgodzić. O wyższości danego obrządku miała zdecydować próba. Znaleziona ślepca, którego Brytowie próbowali uzdrowić, nie udało się to jednak. Dokonał tego dopiero Augustyn. Kapłani zdecydowali, że muszą zasięgnąć opinii ludu przed przyłączeniem się do Augustyna i poprosili o wyznaczenie drugiej daty spotkania. Udali się kapłani do uczonego pustelnika, który powiedział im, że jeśli Augustyn jest mężem bożym, to mają się do niego przyłączyć. Miano poznać to po tym, że w czasie uczty wysłannicy rzymscy zajmą pierwsi miejsca, a gdy przyjdą Brytowie, to w zależności od tego, jak się zachowają misjonarze, taka będzie ich pobożność: gdy wstaną na ich powitanie, znaczy, że są pokornymi i bożymi ludźmi, gdy jednak będą siedzieć, znaczy iż są niegodni przyłączenia się do nich. Augustyn egzaminu nie zdał. Spotkanie zakończyło się niepowodzeniem, a Augustyn miał im wtedy przepowiedzieć karę bożą – za odrzucenie go stoczą wojnę z nieprzyjaciółmi, a za niechęć do chrystianizacji Anglów poniosą z ich rąk karę. Przepowiednia spełniła się w roku 613, gdy król Bernicji Ethelfryd pod Chester pokonał Brytów.

## Znaczenie misji dla Kościoła
Misja Augustyna odniosła sukces, stała się zaczątkiem Kościoła w Anglii oraz zapoczątkowała proces zjednoczenia wyspy. Samo wysłanie Augustyna do Brytanii było wielkim przełomem w dziejach Kościoła. Rzym przejął prymat w chrystianizacji pogan. Zaczęto organizować nowe wyprawy misyjne. Zmieniono także podejście do pogan. Zamiast nawracać ich siłą, zdecydowano się na pokojowe misje. Ich celem miało być przekonywanie pogan słowem i postawą, a nie mieczem.

## Śmierć

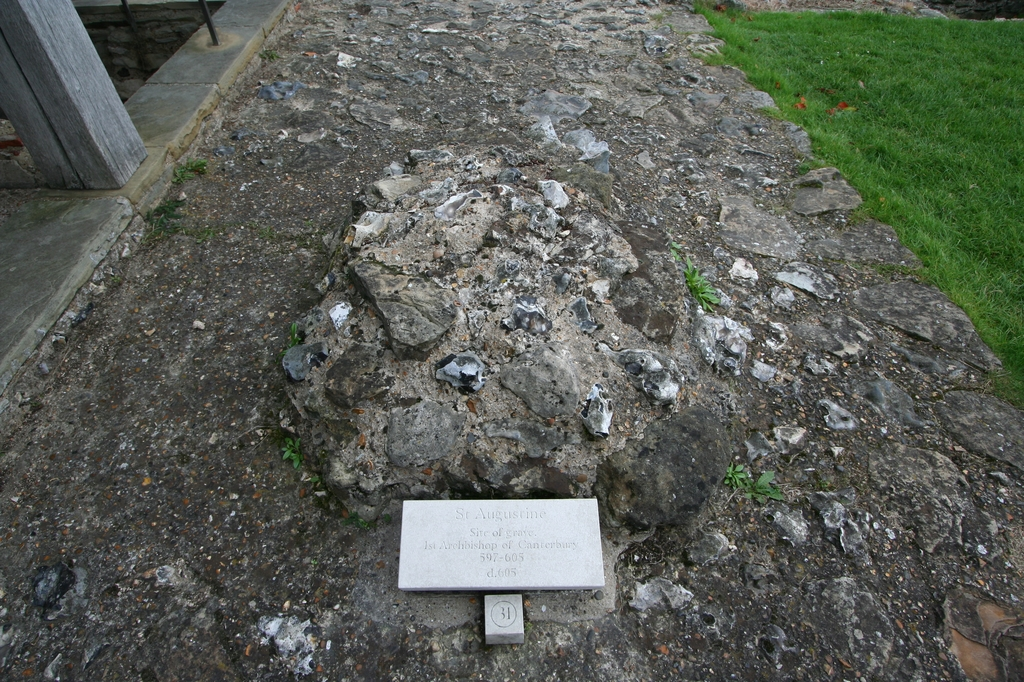
Grób świętego Augustyna

Ostatnie lata życia Augustyna przyniosły rozszerzenie się obszaru działalności Kościoła, co było uwarunkowane protekcją króla Kentu. W 604 roku założono biskupstwo w Rochester, misja zdołała osiągnąć tereny Królestwo Essexu. W tym czasie powstał w Londynie kościół pod wezwaniem św. Pawła Apostoła.
27 maja 605 roku Augustyn zmarł. Został pochowany w ufundowanym przez siebie kościele opackim-katedralnym pw. świętych Piotra i Pawła w Canterbury obok króla św. Ethelberta.

## Dzień obchodów
Wspomnienie liturgiczne w Kościele katolickim (dowolne) obchodzone jest 27 maja, obowiązkowe w Kościele anglikańskim i u trapistów obchodzone w dzień śmierci 26 maja.
Polski Autokefaliczny Kościół Prawosławny wspomina świętego biskupa dwukrotnie:
- 27 maja/9 czerwca[c], tj. 9 czerwca kalendarza gregoriańskiego (rocznica śmierci 26 maja)
- 13/26 września, tj. 26 września (rocznica przeniesienia relikwii w 1091 roku).

Również ewangelicy wspominają świętego 26 maja.

## Ikonografia
W ikonografii św. Augustyn przedstawiany jest w typowym stroju biskupim, w tradycji zachodniej również w szatach mnicha-benedyktyna.

## Relikwie
Święty jeszcze za życia znany był z cudów i uzdrowień. Miały one miejsce również w 1091 roku, gdy jego relikwie przenoszono z miejsca pochówku do rozbudowanej świątyni monasteru.
Przeniesienie relikwii św. Augustyna w Anglii wspominane jest 6 września.